# Martin Vickers
Martin John Vickers (né le 13 septembre 1950) est un homme politique du Parti conservateur britannique. Il est député pour Cleethorpes de 2010 à 2024.

## Jeunesse
Né à Cleethorpes, Lincolnshire, Vickers fait ses études à la Havelock School et au Grimsby College. Il obtient un diplôme en politique à l'Université de Lincoln après six ans comme étudiant à temps partiel en 2004.
En 1979, il se présente comme candidat conservateur dans le quartier Cromwell du Great Grimsby Borough Council, mais sans succès. L'année suivante, il est élu conseiller du quartier Weelsby de ce conseil. Ayant conservé son siège de justesse en 1986 par seulement 74 voix, il change de siège en 1990 pour le quartier de Scartho (même alors, ne gagnant que par 30 voix) tandis que le Labour gagne confortablement son ancien siège. En 1994, il perd son siège à Scartho au profit des libéraux-démocrates.
En 1995, il se présente le quartier Scartho (avec des limites similaires à l'ancienne division du conseil du comté de Humberside) au sein de l'autorité unitaire nouvellement créée, le North East Lincolnshire Council, qui remplace les conseils d'arrondissement de Great Grimsby et Cleethorpes, mais sans succès. Il obtient cependant le siège du parti travailliste en 1999 et reste au sein l'autorité jusqu'en 2011.
Avant d'être élu député, il est collaborateur à plein temps du député conservateur Edward Leigh.

## Carrière parlementaire
Vickers est élu à la Chambre des communes comme député de Cleethorpes aux élections générales de 2010, avec une majorité de 4 298 voix. Le 24 octobre 2011, Vickers est l'un des 81 députés à se rebeller contre le gouvernement pour voter pour un référendum national sur l'Union européenne. Il est réélu aux élections de 2015, 2017, 2019 er 2024.
Vickers s'oppose à la légalisation du mariage homosexuel. Il vote contre la loi de 2013 sur le mariage (couples de même sexe) qui l'a introduite en Angleterre et au Pays de Galles. Vickers vote également contre une législation similaire qui l'a introduite en Irlande du Nord en 2019. La même année, Vickers est l'un des 21 députés qui votent contre l'éducation sexuelle et relationnelle LGBT dans les écoles anglaises. Il vote également contre la légalisation de l'avortement en Irlande du Nord en 2019.
Vickers soutient le Brexit (le Royaume-Uni quittant l'UE) lors du référendum sur l'adhésion à l'UE de 2016. Il vote pour l'Accord de retrait du Royaume-Uni de l'Union européenne de la première ministre de l'époque, Theresa May.
Il est membre de la Christian Fellowship conservateur

## Vie privée
Il est marié à Ann et ils ont une fille. Son épouse travaille dans son bureau parlementaire en tant que secrétaire junior à temps partiel.